# Межгорье (Тернопольская область)
Межго́рье (укр. Межигір'я) — село в Монастырисской городской общине Чортковского района Тернопольской области Украины.
До 2020 года входило в Монастырисский район.
Расположено на реке Горожанка (приток Днестра).
Население по переписи 2001 года составляло 347 человек. Почтовый индекс — 48341. Телефонный код — 3555.